# Mémorial des percepteurs et receveurs

Le Mémorial des percepteurs et receveurs est une ancienne revue mensuelle destinée aux agents des services financiers, notamment ceux ayant la qualité de comptable public.

## Historique
Fondée par Jean-Michel Durieu en 1824, la revue a une parution mensuelle. Son titre complet est alors : « Mémorial des percepteurs et des receveurs des communes, des hôpitaux publics, bureaux d'aide sociale et autres établissements publics communaux » ; puis évolue en : « Mémorial des percepteurs et receveurs des collectivités territoriales établissements publics de santé, établissements sociaux et médico-sociaux et autres établissements publics locaux ».
Elle est publiée par les Éditions Paul Dupont par un Comité de fonctionnaires supérieurs et de jurisconsultes. Le Mémorial contient des textes de lois, de la jurisprudence et des solutions ministérielles. L'intérêt se trouve dans les commentaires rédigés par des auteurs anonymes mais qui sont des professionnels reconnus.
Elle cesse de paraître en 2010.

## Jean-Michel Durieu
Né en 1771, receveur des contributions directes, puis fonctionnaire au ministère des finances, son fils Eugène Durieu  lui succède à la tête du Mémorial puis son petit-fils, Henri-Auguste Durieu (1829-1877), en est le rédacteur en chef.
Ses fonctions lui facilitent l'accès à la documentation et aux nouveautés de techniques financières et lui permettent de recruter des collègues comme rédacteurs anonymes. C'est aussi un auteur d'ouvrages de circonstance. Il a d’abord écrit un Manuel des précepteurs et des receveurs municipaux des communes, en anonyme l’an 1822, avec un supplément de 36 pages dans sa seconde édition, la même année, enfin, une troisième édition en octobre 1824. On lui doit l'œuvre originelle rédigée en 1824.